# Groupe de NGC 5427
Le groupe de NGC 5427 comprend au moins cinq galaxies situées dans la constellation de la Vierge. La distance moyenne entre ce groupe et la Voie lactée est d'environ 44,2 Mpc (∼144 millions d'al). 

## Membres
Le tableau ci-dessous liste les cinq galaxies du groupe indiquées dans l'article de A.M. Garcia paru en 1993.
D'autre part, Abraham Mahtessian place ces quatre galaxies dans un autre groupe, celui de NGC 5371, un groupe également mentionné par Garcia.
| Nom      | Class.     | Type                  | α (J2000.0)   | δ (J2000.0)  | Vitesse radiale (km/s) | m    | Distance (Mpc) | Diamètre (kal) |
| -------- | ---------- | --------------------- | ------------- | ------------ | ---------------------- | ---- | -------------- | -------------- |
| NGC 5426 | SA(s)c pec | Spirale               | 14h 03m 24.8s | -06° 04′ 09″ | 2584 ± 4               | 12,1 | 42,1 ± 3,0     | 95             |
| NGC 5427 | SA(s)c     | Spirale               | 14h 03m 26.0s | -06° 01′ 51″ | 2618 ± 3               | 11,4 | 42,6 ± 3,0     | 92             |
| NGC 5468 | SAB(rs)cd  | Spirale intermédiaire | 14h 06m 34.9s | -05° 27′ 11″ | 2842 ± 4               | 12,5 | 45,9 ± 3,2     | 109            |
| NGC 5472 | SA(r)ab    | Spirale               | 14h 06m 55.0s | -05° 27′ 38″ | 2910 ± 17              | 14,0 | 46,9 ± 3,3     | 51             |
| NGC 5493 | S0 pec     | Lenticulaire          | 14h 11m 29.4s | -05° 02′ 37″ | 2664 ± 5               | 11,4 | 43,2 ± 3,0     | 67             |

Le site DeepskyLog permet de trouver aisément les constellations des galaxies mentionnées dans ce tableau ou si elles ne s'y trouvent pas, l'outil du site constellation permet de le faire à l'aide des coordonnées de la galaxie. Sauf indication contraire, les données proviennent du site NASA/IPAC.